# Kaliummetavanadat
Kaliummetavanadat, KVO3 ist eine chemische Verbindung des Kalium und dem VO3−-Ion.

## Gewinnung und Darstellung
Kaliummetavanadat kann durch Reaktion von Kaliumchlorid mit Vanadium(V)-oxid gewonnen werden.

## Eigenschaften
Kaliummetavanadat ist ein geruchloses, farblos kristallines Pulver. Es hat eine Dichte von 2,84 g·cm−3 und schmilzt bei 520 °C.
Sein Monohydrat hat eine orthorhombische Kristallstruktur mit der Raumgruppe Pnam (Raumgruppen-Nr. 62, Stellung 6). Das Anhydrat besitzt eine Kristallstruktur mit der Raumgruppe Pbcm (Raumgruppen-Nr. 57). Bei dieser liegen die VO4-Tetraeder Ecken zu unendlichen Ketten verknüpft vor.

## Verwendung
Kaliummetavanadat wird als Korrosionsschutzmittel und Anti-Kesselsteinbildner verwendet. Es wird häufig auch in der chemischen Düngemittelindustrie, Glas- und Keramikindustrie, Pharmaindustrie, bei der Pigmentherstellung für Kunststoffe, Lacke, Keramiken eingesetzt. Daneben wird es für die Entschwefelung von Industriegasen sowie zur Adsorption und Eliminierung von H2S verwendet.

## Sicherheitshinweise
Das Verschlucken oder Inhalieren der Verbindung ist gesundheitsschädlich. An den Augen verursacht es schwere Reizungen. Bei anhaltender oder wiederholender Exposition können die Organe geschädigt werden. Es besteht der Verdacht, dass Kaliummetavanadat die Fruchtbarkeit der Frau vermindern, sowie das Kind im Mutterleib schädigen kann.
Im Falle eines Brandes kann Kaliumoxid und Vanadiumoxide entstehen. Mit Säuren, starken Oxidationsmitteln und starken Basen reagiert der Stoff heftig.